# 王小謨
王 小謨（おう しょうぼ、1938年11月11日 - 2023年3月6日）は、中華人民共和国のレーダー専門家。「中国早期警戒管制機の父」とも呼ばれている。上海市出身。中国工程院院士。第9、10回全国人民代表大会代表。中国共産党党員。

## 経歴
1938年11月11日、江蘇省（現在の上海市金山区金山衛鎮）で生まれる。1961年に北京工業学院（現在の北京理工大学）を卒業後、同年、電子工業部第38研究所（現在の中国電子科技集団公司第38研究所）に入局。1986年、所長に昇格。2023年3月6日、病気のため北京にて死去。

## 栄典
1995年、中国工程院院士

## 受賞
- 1985年、国家科学技術進歩一等賞
- 1997年、何梁何利基金科学と技術進歩賞
- 2006年、国防科学技術一等賞
- 2008年、国防科学技術特等賞
- 2010年、国家科学技術進歩特別賞
- 2012年、国家最高科学技術賞[3]